# Albert Broschell
Albert Broschell (* 15. April 1908 in Willkischken, Landkreis Tilsit; † 15. November 1980) war ein memeldeutscher Politiker („Sozialistische Volksgemeinschaft des Memelgebietes“, GB/BHE, GDP).

## Leben und Wirken
Broschell wurde 1908 geboren, als sein Geburtsort Willkischken noch zum ostpreußischen Landkreis Tilsit gehörte. Aufgrund des Versailler Vertrages kam der Ort 1920 an das unter Völkerbundverwaltung stehende Memelland, wo er zum Kreis Pogegen gehörte. Nach der Vertreibung der französischen Völkerbundtruppen Anfang 1923 und der folgenden Annexion durch Litauen wurde Willkischken Teil des litauischen Staates. Broschell war Schlosser von Beruf und Ende der 1930er Jahre Bürgermeister von Willkischken. Bei der Wahl am 11. Dezember 1938 wurde er als Vertreter der nationalsozialistisch orientierten „Sozialistischen Volksgemeinschaft des Memellandes“ auf der Memelländischen Einheitsliste in den Seimelis gewählt, dem er bis zur Annexion des Memellandes durch das Deutsche Reich im März 1939 angehörte. Während des Zweiten Weltkrieges leistete er Kriegsdienst und geriet danach in sowjetischer Kriegsgefangenschaft, aus der mit Tuberkulose erkrankt 1949 entlassen wurde.
Nach seiner Entlassung kam Broschell als Heimatvertriebener mit seiner Familie nach Westdeutschland und ließ sich in Duisburg nieder, wo er wieder als Schlosser tätig war. Er engagierte sich in der Vertriebenenpartei GB/BHE. Für diese und die 1961 aus der Fusion mit der Deutschen Partei entstandene Gesamtdeutsche Partei kandidierte er erfolglos bei den Bundestagswahlen 1957, 1961 (jeweils im Bundestagswahlkreis Duisburg II) und 1969 (auf der nordrhein-westfälischen Landesliste).